# Ушная сера

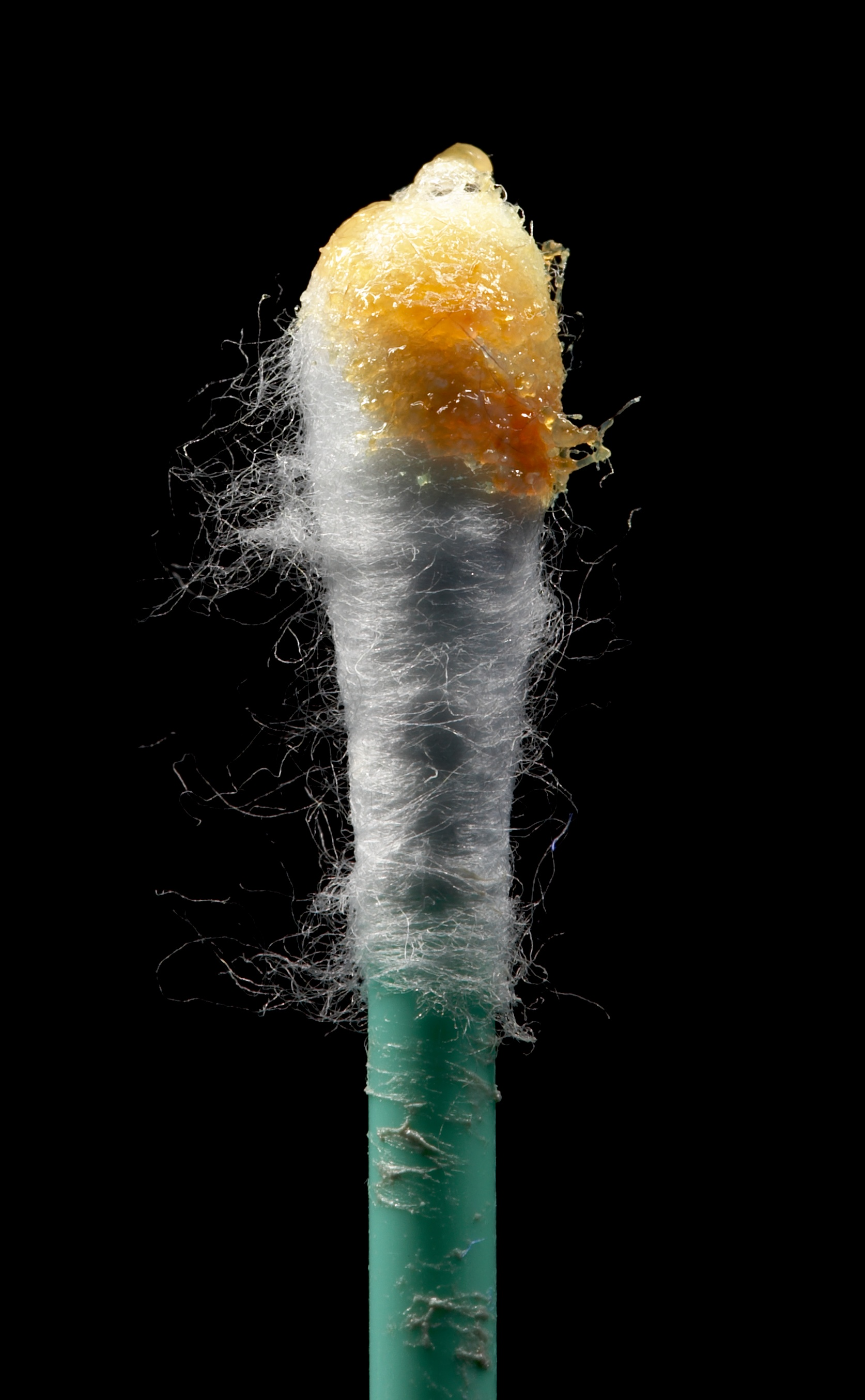
Ушная сера

Ушная сера (лат. cerumen) — жёлто-коричневая смазкообразная секреция, вырабатываемая серными железами (церуминозные железы) наружного слухового прохода в ушах людей и у других млекопитающих. Ушная сера служит для очистки и смазки слуховых каналов, а также представляет собой защиту от бактерий, грибков и насекомых.
Избыток ушной серы может прижать барабанную перепонку и привести к частичной потере слуха, а также шуму в ушах, головокружению, рвоте и судорогам.
В наружном ухе человека около 2000 серных желёз, которые выделяют 12—20 мг ушной серы в месяц. Сера состоит из белков, жиров, свободных жирных кислот, минеральных солей. Часть белков являются иммуноглобулинами, определяющими защитную функцию. pH ушной серы равен 4—5, что противодействует развитию бактериальной и грибковой флоры. Кроме того, в состав серы входят отмершие клетки, кожное сало, пыль и другие включения. Физиологические функции ушной серы включают в себя увлажнение и защиту кожи наружного слухового прохода. Ушная сера вместе с накопленными на ней загрязнениями естественным образом выводится из слухового прохода наружу при жевательных движениях, однако у значительного числа людей есть естественная склонность к гиперсекреции серы, а также особая (чаще просто узкая) форма ушного прохода, которая не способствует эффективному удалению выделяющейся серы. Но основная причина гиперсекреции — раздражение кожи и воспаления слухового прохода. Гиперсекреция наиболее часто возникает у людей, которые пользуются всевозможными слуховыми приборами, а также ватными палочками. В результате хронического раздражения слухового прохода сера скапливается и забивает слуховой проход.
Сегодня самое популярное средство удаления излишков серы — использование ватных палочек, но эффект зачастую противоположен желаемому. Это связано с нарушением естественного механизма самоочищения при воздействии ватной палочкой. Палочка в любом случае способствует смещению серы к барабанной перепонке. Применение ватных палочек в профилактических целях увеличивает риск образования пробки, как за счёт раздражения кожи слухового прохода, так и за счёт утрамбовывания уже образовавшейся серы. Частая чистка ушей приводит к недостатку серы и защитной реакции, иссушению кожи.